# コラソン・ヴァリエンテ
『コラソン・ヴァリエンテ』（原題: Corazón valiente）は、アメリカ合衆国のテレビドラマ。テレムンドで2012年3月6日から2013年1月7日まで放送された。

## 登場人物
アンヘラ・ヴァルディーズ
演：アドリアナ・フォンセカ
サマンサ・サンドバル・ナバロ
演：ヒメナ・ドゥーケ
フアン・マルコス・アロヨ
演：ホセ・ルイス・レセンデス
ギレルモ「ウィリー」デル・カスティーヨ
演：ファビアン・リオス